# Stenotabanus nigriculus
Stenotabanus nigriculus är en tvåvingeart som beskrevs av Wilkerson 1979. Stenotabanus nigriculus ingår i släktet Stenotabanus och familjen bromsar.
Artens utbredningsområde är Colombia. Inga underarter finns listade i Catalogue of Life.